# معركة بسكرة
معركة بسكرة هي معركة قامت في مدينة بسكرة (في دولة الجزائر حاليًا) في العام 682 أو 683 بين البربر بملكهم كسيلة وحلفائهم من إكسارخوسية أفريقيا ضد جيش الدولة الأموية بقيادة عقبة بن نافع.
قاد عقبة بن نافع رجاله في تجريدة عبر شمال أفريقيا، ووصل في النهاية إلى المحيط الأطلسي وسار جنوباً عابراً نهري درعا وسوس. بدوره، وقع في كمين نصبه التحالف البربري-البيزنطي عند تهودة جنوب بسكرة، فهُزم وقُتل. نتيجة لهزيمته، خرج المسلمون من منطقة إفريقية لعقد من الزمان.

## أحداثها

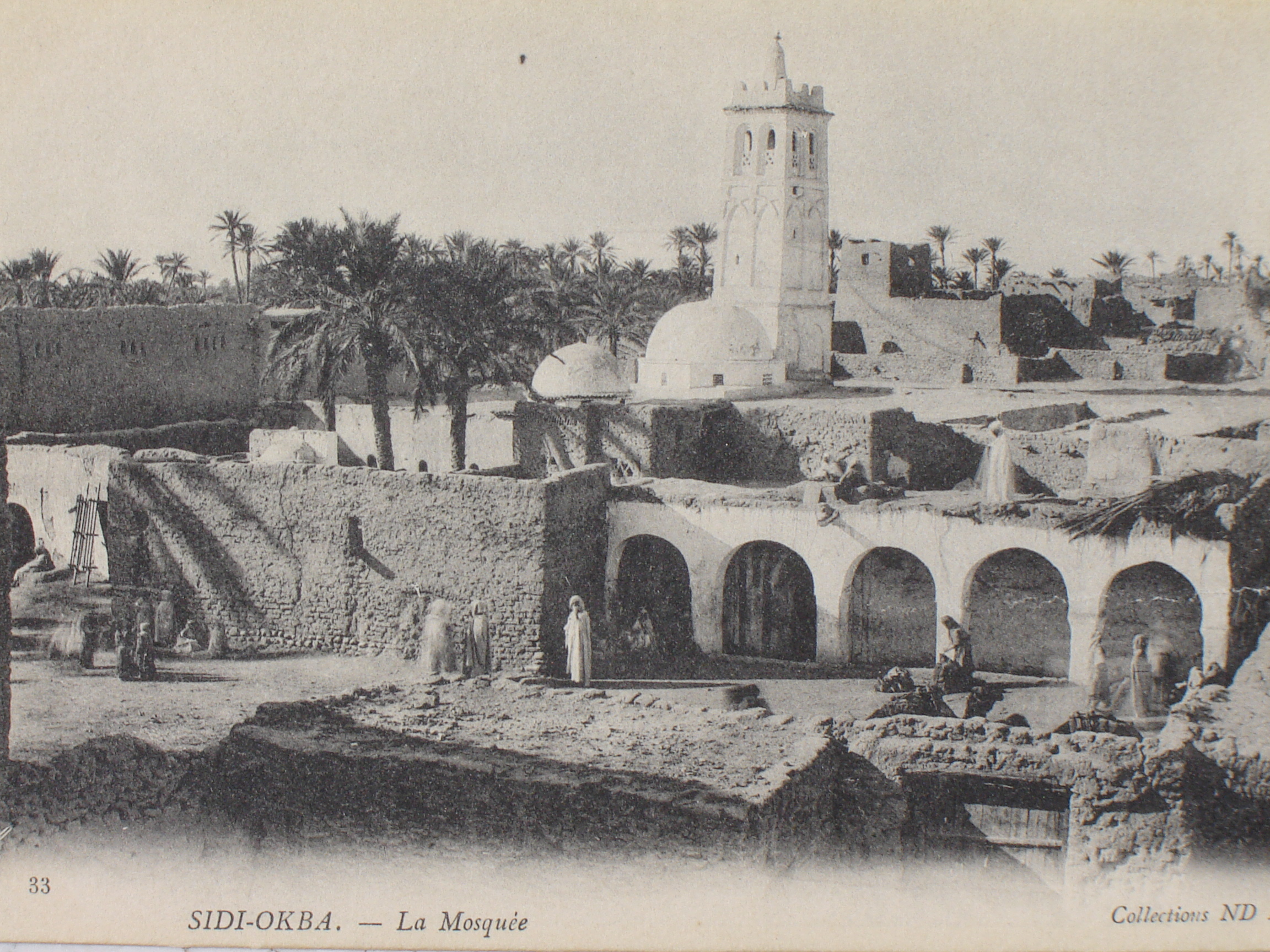
مسجد عقبة بن نافع، بمدينة سيدي عقبة التي سُميت على اسمه، بالقرب من موضع مقتله بولاية بسكرة.

وصل عقبة إلى بلاد جزولة في السوس الأقصى، واتصل بقبائلها فأسلمت. ثم قرر عقبة العودة إلى القيروان، وفي طريق العودة استمعت له الكثير من القبائل ودخلت في الإسلام، وانضم بعض رجالها إلى الجيش الإسلامي. وترك عقبة أحد أصحابه في منطقة وادي تنسيفت -في منتصف المسافة بين مدينتي مراكش والصويرة حاليًا- يدعى «شاكر» لتعليم البربر أصول الإسلام. وهذا الموضع عرف باسم هذا التابع، فهو «رباط شاكر» أو «رباط سيدي شاكر» أو «سيدي شيكر» حسب النطق الدارج بتلك الأنحاء. وحتى ذلك الوقت لم يجد عقبة مقاومة جدية، لكنه عندما دخل بلاد دكالة ودعا أهلها إلى الإسلام امتنعوا عليه ودبروا الغدر به بحسب الظاهر، فقاتلهم وهزمهم، لكن ذلك كلف المسلمين غاليًا، إذ قتل الكثير منهم بما فيهم عددٌ من القادة، فسمي ذلك الموضع بـ«مقبرة الشهداء». ثم تابع سيره حتى وصل إلى بلاد هسكورة، حيث يقول بعض الباحثين أن معركةً أخرى جرت بين المسلمين وأهل تلك الأصقاع انتهت بهزيمتهم، فيما قال آخرون أن بربر هسكورة فروا من أمام عقبة، وأنه لم يقاتله أحد بعد ذلك من أهل المغرب.
ولما بلغ عقبة مدينة طبنة، صرف جل عساكره إلى القيروان حتى بقي في قلةٍ من جنده، يقدر عددهم بحوالي 300 رجل فقط، معظمهم من الصحابة والتابعين. فاستغل كسيلة ذلك للثأر من المسلمين، واتصل بالروم والفرنجة وحشد منهم ومن قبائل البربر غير المسلمة جيشًا قوامه خمسون ألف مقاتلٍ تقريبًا، واعترض عقبة ومن معه عند تهودة في الزاب جنوب جبال الأوراس. فلما رأى عقبة جيش العدو أيقن بالنهاية، فأخلى سبيل أبي المهاجر وطلب منه الانصراف إلى المشرق، وكذلك من المسلمين الذين يرغبون في العودة، وصمم هو على أن يقتل في سبيل الله. لكن أبا المهاجر رفض وأفراد الجيش، بل أن أبا المهاجر رفض أن تفك قيوده كي لا يغرى بالانسحاب، ونزل هو والجنود عن خيولهم وكسروا أغماد سيوفهم كي لا تعاد فيها. وسرعان ما اشتبك عقبة ورجاله مع جيش كسيلة في معركةٍ غير متكافئة، فقتل عقبة وأبو المهاجر وأغلب الجيش، ووقع في الأسر قلة منهم محمد بن أوس الأنصاري ويزيد بن خلف العبسي، افتداهم ابن مصاد البربري المسلم صاحب قفصة، وأرسلهم إلى زهير بن قيس البلوي نائب عقبة على القيروان.

### موقع المعركة

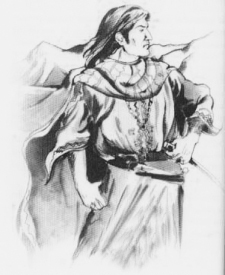
كسيلة زعيم أوربة الذي قتل عقبة ورفاقه وسيطر على إفريقية بعدها لبضع سنوات.

ذكرت أغلب المصادر أن المكان الذي قُتل فيه عقبة ورفاقه هو بلدة تهودة من بلاد الزاب بالقرب من بسكرة، ورُوي عن شهر بن حوشب أن النبي نهى عن سكن تهودة وقال: «سوف يقتل بها رجال من أمتي على الجهاد في سبيل الله تعالى ثوابهم كثواب أهل بدر وأهل أحد، وأنهم ما بدلوا حتى ماتوا»، وجاء عن شهر أنه قال: «سألت جماعة من التابعين عن هذه العصابة التي ذكر رسول الله صلى الله عليه وسلم فقالوا: ذلك عقبة بن نافع وأصحابه قتلهم البربر والنصارى بمدينة يقال لها تهودة فمنها يحشرون يوم القيامة وسيوفهم على عواتقهم حتى يقفوا بين يدي الله عز وجل.». وحكم علماء الحديث على هذا الحديث بالوضع، لأن راويه إِسحاق بن أبي عبد الملك الملشوني كان يضع الأحاديث. وسُمِّيت المنطقة المجاورة بسيدي عقبة، ويقع اليوم مسجد وضريح يُنسب لعقبة بن نافع في مسجد «عقبة بن نافع» بمدينة سيدي عقبة التي تبعد عن مدينة بسكرة بحوالي 20 كلم، وهو المسجد ذكره ابن خلدون وقال فيه: «إنه أشرف مزار في بقاع الأرض لما توفر فيه من عدد الشهداء والصحابة التابعين». ويعد ثالث أقدم المساجد في المغرب العربي بعد مسجد القيروان ومسجد أبي المهاجر دينار.